# Great Dunmow
Great Dunmow è un paese di 7 000 abitanti della contea dell'Essex, in Inghilterra.